# Hạ Canada
Hạ Canada (tiếng Pháp: province du Bas-Canada) là một thuộc địa của Anh ở Châu Mỹ trên dưới Sông Saint Lawrence và bờ biển của Vịnh Saint Lawrence (1791-1841). Nó bao phủ phần phía nam của tỉnh Québec, Canada và vùng Labrador ngày nay của tỉnh Newfoundland và Labrador ngày nay (cho đến khi vùng Labrador được chuyển đến Newfoundland vào năm 1809).
Hạ Canada bao gồm một phần thuộc địa cũ của Canada thuộc Tân Pháp, bị Vương quốc Anh (1707–1800) chinh phục trong Chiến tranh Bảy năm kết thúc năm 1763 (còn gọi là Chiến tranh Pháp và Anh điêng tại Hoa Kỳ.) Các phần khác của Tân Pháp bị Anh chinh phục trở thành thuộc địa của Nova Scotia, New Brunswick và Đảo Hoàng tử Edward.
Tỉnh Hạ Canada được tạo ra bởi "Đạo luật Hiến pháp năm 1791" từ phân vùng thuộc địa của Anh thuộc tỉnh Québec (1763–1791)  thành Tỉnh Hạ Canada và Tỉnh Thượng Canada. Tiền tố "thấp hơn" trong tên của nó đề cập đến vị trí địa lý của nó ở xa hơn về phía hạ lưu từ các đầu nguồn của sông Saint Lawrence so với Thượng Canada đương đại của nó, miền nam Ontario ngày nay.
Thuộc địa/tỉnh đã bị bãi bỏ vào năm 1841 khi nó và Thượng Canada liền kề được hợp nhất thành Tỉnh Canada.

## Thể chế

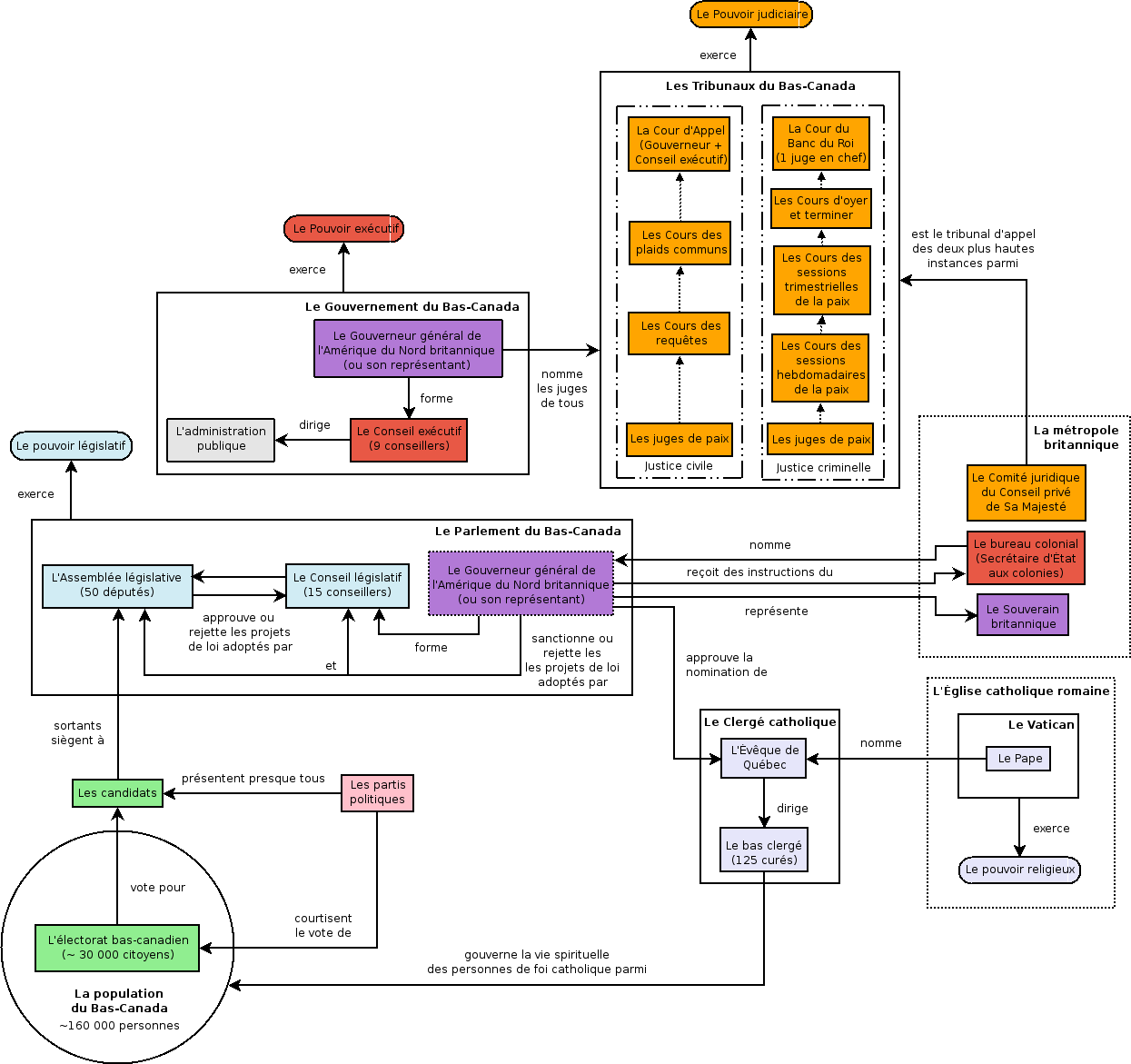
Hiến pháp Hạ Canada

Theo Đạo luật Hiến pháp năm 1791, Hạ Canada được cai trị bởi Toàn quyền Bắc Mỹ hoặc đại diện của ông. Không giống như Thượng Canada, New Brunswick và Nova Scotia, không có thống đốc thường trực. Hội đồng Lập pháp, bao gồm mười lăm thành viên được chỉ định, hỗ trợ Thống đốc và Hội đồng Điều hành, bao gồm các thành viên được bầu của Hội đồng Lập pháp, làm việc tại Nội các.
Tuy nhiên, sự đổi mới lớn nhất là việc thành lập Hạ viện Canada, bao gồm các đại diện được dân chúng bầu chọn. Đây là hội nghị đầu tiên được bầu trong các cuộc bầu cử với yêu cầu về trình độ chuyên môn. Một số phụ nữ đã có thể bỏ phiếu trên khắp Canada; Đạo luật hiến pháp được trao quyền bầu cử cho mọi chủ sở hữu (giới tính không được chỉ định) trên 21 tuổi. Tuy nhiên, số lượng phụ nữ thực sự thực hiện quyền này là khá ít, và tình huống này trái ngược với thời kỳ đó. Vào thời điểm đó thật nguy hiểm khi bỏ phiếu (các trận đánh trên đường phố, các cuộc giao tranh, v.v.).
Tỉnh Hạ Canada thừa hưởng tập hợp hỗn hợp các tổ chức Pháp và Anh tồn tại ở Tỉnh Québec trong thời kỳ 1763-91 và tiếp tục tồn tại sau đó ở Canada-Đông (1841-67) và cuối cùng ở Tỉnh Québec hiện tại (từ năm 1867).

## Dân số
Hạ Canada được dân cư chủ yếu bởi Canadienne, một sắc tộc theo dõi tổ tiên của họ người Pháp thực dân định cư ở Canada từ thế kỷ 17 trở đi
| Năm  | Ước tính đều tra dân số |
| ---- | ----------------------- |
| 1806 | 250,000                 |
| 1814 | 335,000                 |
| 1822 | 427,465                 |
| 1825 | 479,288                 |
| 1827 | 473,475                 |
| 1831 | 553,134                 |
| 1841 | 650,000                 |

## Giao thông vận tải
Du lịch vòng quanh Hạ Canada được thực hiện chủ yếu bằng nước dọc theo Sông Saint Lawrence. Trên đất liền, tuyến đường chính duy nhất là Chemin du Roy hoặc King Highway, được xây dựng vào những năm 1730 bởi Tân Pháp.